# Thomas Hamilton, IX conte di Haddington
Thomas Hamilton, IX conte di Haddington (21 giugno 1780 – 1º dicembre 1858) è stato un politico scozzese.

## Biografia
Era l'unico figlio di Charles Hamilton, VIII conte di Haddington, e di sua moglie, Lady Sophia, figlia di John Hope, II conte di Hopetoun.

## Carriera politica
All'inizio del XIX secolo, Lord Haddington era un sostenitore di George Canning. È stato eletto come membro del Parlamento per St Germans nel 1802. Nel mese di agosto 1814, è stato nominato uno dei commissari di Sua Maestà per la gestione degli affari in India. Ha servito sporadicamente nella Camera dei comuni fino al 1827, quando fu elevato alla Camera dei lord dal nuovo primo ministro, George Canning, che lo aveva creato barone Melros, di Tynninghame nella Contea di Haddington, nel Pari del Regno Unito.
Nel 1828 successe al padre.
All'ascesa di Sir Robert Peel nel 1834, Lord Haddington è stato fatto Lord luogotenente d'Irlanda, ma il governo crollò nel giro di sei mesi. Nel 1841, con il ritorno di Sir Robert Peel, rifiutò la carica di Governatore generale dell'India, optando invece per diventare Primo Lord dell'Ammiragliato e membro del Gabinetto. Nel 1846 divenne Lord del sigillo privato, incarico che mantenne fino al mese di luglio.

## Matrimonio
Sposò, il 13 ottobre 1802, Lady Maria Parker (?-11 febbraio 1861), figlia George Parker, IV conte di Macclesfield. Non ebbero figli.

## Morte
Morì il 1º dicembre 1858. Alla sua morte la baronia di Melros si estinse mentre gli successe ai restanti titoli suo cugino di secondo grado, George Baillie-Hamilton.

## Ascendenza
|                                            |                                   |                                    | Genitori                                                  |  |  | Nonni |  |  | Bisnonni                       |  |  | Trisnonni                               |  |
|                                            |                                   |                                    |                                                           |  |  |       |  |  | Charles Hamilton, lord Binning |  |  | Thomas Hamilton, VI conte di Haddington |  |
|                                            |                                   |                                    |                                                           |  |  |       |  |  | Charles Hamilton, lord Binning |  |  | Thomas Hamilton, VI conte di Haddington |  |
|                                            |                                   | Helen Hope                         |                                                           |  |  |       |  |  | Charles Hamilton, lord Binning |  |  |                                         |  |
| Thomas Hamilton, VII conte di Haddington   |                                   |                                    |                                                           |  |  |       |  |  | Charles Hamilton, lord Binning |  |  |                                         |  |
|                                            |                                   | Rachel Baillie                     | George Baillie                                            |  |  |       |  |  |                                |  |  |                                         |  |
|                                            |                                   | Rachel Baillie                     | George Baillie                                            |  |  |       |  |  |                                |  |  |                                         |  |
|                                            |                                   | Rachel Baillie                     | lady Grizel Hume                                          |  |  |       |  |  |                                |  |  |                                         |  |
| Charles Hamilton, VIII conte di Haddington |                                   | Rachel Baillie                     |                                                           |  |  |       |  |  |                                |  |  |                                         |  |
|                                            |                                   | Rowland Holt                       | Rowland Holt                                              |  |  |       |  |  |                                |  |  |                                         |  |
|                                            |                                   | Rowland Holt                       | Rowland Holt                                              |  |  |       |  |  |                                |  |  |                                         |  |
|                                            |                                   | Rowland Holt                       | Priscilla Ballow                                          |  |  |       |  |  |                                |  |  |                                         |  |
| Mary Holt                                  |                                   | Rowland Holt                       |                                                           |  |  |       |  |  |                                |  |  |                                         |  |
|                                            |                                   | Elizabeth Washington               | …                                                         |  |  |       |  |  |                                |  |  |                                         |  |
|                                            |                                   | Elizabeth Washington               | …                                                         |  |  |       |  |  |                                |  |  |                                         |  |
|                                            |                                   | Elizabeth Washington               | …                                                         |  |  |       |  |  |                                |  |  |                                         |  |
| Thomas Hamilton, IX conte di Haddington    |                                   | Elizabeth Washington               |                                                           |  |  |       |  |  |                                |  |  |                                         |  |
|                                            | Charles Hope, I conte di Hopetoun | John Hope                          |                                                           |  |  |       |  |  |                                |  |  |                                         |  |
|                                            | Charles Hope, I conte di Hopetoun | John Hope                          |                                                           |  |  |       |  |  |                                |  |  |                                         |  |
|                                            | Charles Hope, I conte di Hopetoun | lady Margaret Hamilton             |                                                           |  |  |       |  |  |                                |  |  |                                         |  |
| John Hope, II conte di Hopetoun            | Charles Hope, I conte di Hopetoun |                                    |                                                           |  |  |       |  |  |                                |  |  |                                         |  |
|                                            |                                   | lady Henrietta Johnstone           | William Johnstone, I marchese di Annandale                |  |  |       |  |  |                                |  |  |                                         |  |
|                                            |                                   | lady Henrietta Johnstone           | William Johnstone, I marchese di Annandale                |  |  |       |  |  |                                |  |  |                                         |  |
|                                            |                                   | lady Henrietta Johnstone           | Sophia Fairholme                                          |  |  |       |  |  |                                |  |  |                                         |  |
| lady Sophia Hope                           |                                   | lady Henrietta Johnstone           |                                                           |  |  |       |  |  |                                |  |  |                                         |  |
|                                            |                                   | James Ogilvy, V conte di Findlater | James Ogilvy, IV conte di Findlater e I conte di Seafield |  |  |       |  |  |                                |  |  |                                         |  |
|                                            |                                   | James Ogilvy, V conte di Findlater | James Ogilvy, IV conte di Findlater e I conte di Seafield |  |  |       |  |  |                                |  |  |                                         |  |
|                                            |                                   | James Ogilvy, V conte di Findlater | Anne Dunbar                                               |  |  |       |  |  |                                |  |  |                                         |  |
| lady Anne Ogilvy                           |                                   | James Ogilvy, V conte di Findlater |                                                           |  |  |       |  |  |                                |  |  |                                         |  |
|                                            |                                   | lady Elizabeth Hay                 | Thomas Hay, VII conte di Kinnoull                         |  |  |       |  |  |                                |  |  |                                         |  |
|                                            |                                   | lady Elizabeth Hay                 | Thomas Hay, VII conte di Kinnoull                         |  |  |       |  |  |                                |  |  |                                         |  |
|                                            |                                   | lady Elizabeth Hay                 | hon. Margaret Drummond                                    |  |  |       |  |  |                                |  |  |                                         |  |
|                                            |                                   | lady Elizabeth Hay                 |                                                           |  |  |       |  |  |                                |  |  |                                         |  |